# Peter Grossardt
Peter Grossardt (* 11. August 1963 in Altstätten) ist ein Schweizer Klassischer Philologe.

## Leben
Peter Grossardt studierte ab 1983 die Fächer Griechisch, Latein, Russisch und Pädagogik an der Universität Freiburg (Schweiz) und an der Freien Universität Berlin und schloss sein Studium 1990 mit dem Lizenziat ab. Anschließend unterrichtete er bis 1995 Latein an der Kantonsschule Olten und blieb weiterhin wissenschaftlich tätig. Nach einem Studienaufenthalt am University College London (1995/96) wurde er 1997 an der Universität Freiburg zum Dr. phil. promoviert. Weitere Studienreisen führten ihn in den Jahren 1998–2002 an die Universiteit van Amsterdam und an die Harvard University. Von 2002 bis 2004 nahm er einen Lehrauftrag für Vergleichende Literaturwissenschaft an der Universität Freiburg wahr und habilitierte sich dort 2004 für Klassische Philologie und Vergleichende Literaturwissenschaft. Von 2004 bis 2008 arbeitete er am Thesaurus Linguae Latinae in München, ab 2008 als Wissenschaftlicher Mitarbeiter an der Universität Leipzig. 2011 wurde er dort als Lehrkraft für besondere Aufgaben fest angestellt und habilitierte sich um. Im Januar 2015 wurde er zum außerplanmäßigen Professor für Klassische Philologie ernannt.
Grossardts Forschungsarbeit umfasst weite Bereiche der griechischen und lateinischen Literatur sowie ihrer Rezeption. Schwerpunkte sind die Homerischen Epen, archaische Lyrik, griechische Mythologie und die griechische Literatur der Kaiserzeit. Er bezieht häufig die Perspektive der Vergleichenden Literaturwissenschaft in seine Arbeiten ein.

## Schriften (Auswahl)
- Die Trugreden in der Odyssee und ihre Rezeption in der antiken Literatur (= Sapheneia. Band 2). Lang, Bern 1998, ISBN 978-3-906759-85-2 (zugleich Dissertation, Universität Fribourg).
- Die Erzählung von Meleagros. Zur literarischen Entwicklung der kalydonischen Kultlegende (= Mnemosyne Supplement 215). Brill, Leiden 2001, ISBN 90-04-11952-3.
- Einführung, Übersetzung und Kommentar zum Heroikos von Flavius Philostrat (= Schweizerische Beiträge zur Altertumswissenschaft. Band 33). 2 Bände, Schwabe, Basel 2006, ISBN 978-3-7965-2203-1 (zugleich Habilitationsschrift, Universität Fribourg).
- Achilleus, Coriolan und ihre Weggefährten. Ein Plädoyer für eine Behandlung des Achilleus-Zorns aus Sicht der vergleichenden Epenforschung (= Classica Monacensia. Band 36). G. Narr, Tübingen 2009, ISBN 978-3-8233-6483-2.
- Stesichoros zwischen kultischer Praxis, mythischer Tradition und eigenem Kunstanspruch. Zur Behandlung des Helenamythos im Werk des Dichters aus Himera (= Leipziger Studien zur klassischen Philologie. Band 9). Narr, Tübingen 2012, ISBN 978-3-8233-6767-3.
- Praeconia Maeonidae magni. Studien zur Entwicklung der Homer-Vita in archaischer und klassischer Zeit (= Leipziger Studien zur klassischen Philologie. Band 10). Narr Francke Attempto, Tübingen 2016, ISBN 978-3-8233-8060-3.